# Andriej Ławrow
Andriej Iwanowicz Ławrow (ros. Андрей Иванович Лавров, ur. 26 marca 1962 w Krasnodarze) – radziecki/rosyjski piłkarz ręczny, zdobywca złotych medali w 1993 i 1997, zdobywca złotych medali z drużyną na Letnich Igrzyskach Olimpijskich w Seulu jako reprezentant ZSRR. Jako reprezentant Rosji zdobył złoty medal na letnich igrzyskach olimpijskich w Sydney i brązowy medal na Letnich Igrzyskach Olimpijskich w Atenach. Występował na pozycji bramkarza.
W 2000 r. został wybrany chorążym reprezentacji Rosji na Igrzyskach Olimpijskich w Sydney.

## Sukcesy

### reprezentacyjne
- Mistrzostwa Europy:
  -  1996
  -  1994, 2000
- Mistrzostwa świata:
  -  1993, 1997
  -  1990, 1999
- Igrzyska Olimpijskie:
  -  1988, 1992, 2000
  -  2004

## Nagrody indywidualne
- Mistrzostwa Świata:
  - najlepszy bramkarz Mistrzostw Świata 1999

## Odznaczenia
- tytuł Zasłużonego Mistrza Sportu
- Order „Znak Honoru” (1989)
- Order „Za zasługi dla Ojczyzny” IV klasy (9 lipca 2001)
- Order Honoru (31 sierpnia 1998)
- Order Przyjaźni (18 lutego 2006)